# Silhouettes (Avicii-dal)
A Silhouettes Avicii svéd DJ és house zenei producer kislemeze, mely 2012. április 27-én jelent meg a Universal Music Group kiadó gondozásában. A dalban Salem Al Fakir énekel, aki a dalszerzésben is részt vett.

## A kislemez dalai és formátumai
| 1. | Silhouettes (original radio edit) | 3:31 |
| 2. | Silhouettes (original mix)        | 7:00 |

| 1. | Silhouettes (EDX's Arena Club Mix)     | 5:47 |
| 2. | Silhouettes (Syn Cole Creamfields Mix) | 6:23 |
| 3. | Silhouettes (Lazy Rich Remix)          | 6:29 |

## Slágerlistás helyezések és minősítések
| Lista (2012)                          | Legjobb helyezés |
| ------------------------------------- | ---------------- |
| Ausztria (Ö3 Austria Top 40)          | 26               |
| Belgium (Ultratip Flanders)           | 4                |
| Belgium (Ultratip Wallonia)           | 29               |
| Dánia (Tracklisten Top 40)            | 27               |
| Finnország (Singlet Top 20)           | 11               |
| Németország (Media Control Charts)    | 87               |
| Magyarország (Dance Top 40)           | 25               |
| Magyarország (Rádiós Top 40)          | 12               |
| Írország (IRMA)                       | 27               |
| Hollandia (Single Top 100)            | 43               |
| Skócia (Scottish Singles Top 40)      | 12               |
| Svédország (Sverigetopplistan)        | 11               |
| Egyesült Királyság (UK Dance Chart)   | 5                |
| Egyesült Királyság (UK Singles Chart) | 22               |
| US Hot Dance Club Songs (Billboard)   | 4                |
| US Dance/Mix Show Airplay (Billboard) | 9                |

| Lista (2012)                                 | Helyezés |
| -------------------------------------------- | -------- |
| Magyarország (Dance Top 40)                  | 98       |
| Svédország (Sverigetopplistan)               | 27       |
| Egyesült Királyság (Official Charts Company) | 145      |
| US Dance/Mix Show Airplay (Billboard)        | 23       |

| Régió | Minősítés  | Eladott példányszám |
| --- | ---------- | ------------------- |
| Ausztrália (ARIA) | arany      | 35 000^             |
| Svédország (GLF) | 3× platina | 120 000‡            |
| Egyesült Királyság (BPI) | ezüst      | 200 000‡            |
| Streaming |            |                     |
| Dánia (IFPI Denmark) | platina    | 1 800 000†          |
| ^ Kiszállítási példányszámok kizárólag a minősítés alapján. ‡ Eladási+streaming példányszámok kizárólag a minősítés alapján. † Csak streaming számok kizárólag a minősítés alapján. |            |                     |

## Megjelenések
| Ország             | Dátum             | Formátum           | Kiadó           |
| ------------------ | ----------------- | ------------------ | --------------- |
| Egyesült Királyság | 2012. április 27. | Digitális letöltés | Universal Music |

## Fordítás
- Ez a szócikk részben vagy egészben  a   Silhouettes (Avicii song) című angol Wikipédia-szócikk fordításán alapul.  Az eredeti cikk szerkesztőit annak laptörténete sorolja fel. Ez a jelzés csupán a megfogalmazás eredetét és a szerzői jogokat jelzi, nem szolgál a cikkben szereplő információk forrásmegjelöléseként.